# Ronald Fairbairn
William Ronald Dodds Fairbairn (11. srpna 1889 Edinburgh – 31. prosince 1964 Edinburgh) byl skotský psychiatr a psychoanalytik, který je spolu s Donaldem Woodsem Winnicottem považován za zakladatele větve psychoanalýzy nazývané Britská škola objektních vztahů.
Narodil se v Edinburghu. Psychoanalytický výcvik (kleiniánský) získal v Londýně, ale poté se vrátil do Edinburghu, což ho vzdálilo sporům v londýnské psychoanalytické společnosti (egopsychologové versus kleiniáni) a začal formulovat zcela osobitou teorii psychiky. Posléze se k jeho neutrálnímu postoji ve vztahu ke sporům mezi egopsychology a kleiniány přidali i další britští analytici a vytvořili tzv. skupinu Nezávislých (Winnicott, Bowlby, Balint, Guntrip).
Fairbairn se vzdálil Freudovi tím, že prohlásil, že libido neusiluje o slast, ale o objekt. To značí, že kojenec nevyhledává uspokojení skrze druhé, ale hledá kontakt s druhými za každou cenu – i za cenu bolesti. K tomuto názoru Fairbairna přivedla jeho práce s týranými dětmi, u nichž si povšiml nepochopitelné loajality ke svým zlým rodičům. Zjevně začaly vyhledávat bolest jako způsob kontaktu s druhými. Podle Fairbairna člověk navždy hledá ten způsob kontaktu, který prožíval v raném dětství s prvními pečovateli – k tomuto názoru Fairbairna inspirovala i etologie Konrada Lorenze a jeho koncept „imprinting time“.
Zdravé rodičovství vede podle Fairbairna dítě k orientaci k vnějšku, špatné rodičovství ho orientuje k vnitřku psýchy, kde si vytvoří takzvané vnitřní objekty (zvnitřněné rodiče). Vnitřní objekt pak rozštěpí na vzrušující objekt (exciting object) a odmítající objekt (rejecting object). Podle toho se štěpí i ego – nejprve se rozštěpí na to, které komunikuje s vnějším objektem a na to, které komunikuje s vnitřním. Toto druhé ego se pak štěpí analogicky jako zvnitřněný objekt – vznikne libidinosní ego a antilibidinosní ego (tzv. vnitřní sabotér). Antilibidinosní ego pak šíří v osobnosti destrukci a negativitu.
Fairbairn pozměnil i léčebnou techniku. Neuróza pro něj nepředstavuje ani tak svědka vnitřního konfliktu jako pro Freuda, ale jediný způsob vztahování k druhým, který je neurotik schopen realizovat – jediný způsob, o němž má dojem, že ho spojuje s druhými a s objekty ve vnitřním světě, jež v dětství absorbovali nedostupné části rodičů. Analytik musí pacienta naučit novému typu vztahování.